# Supermat (bok)

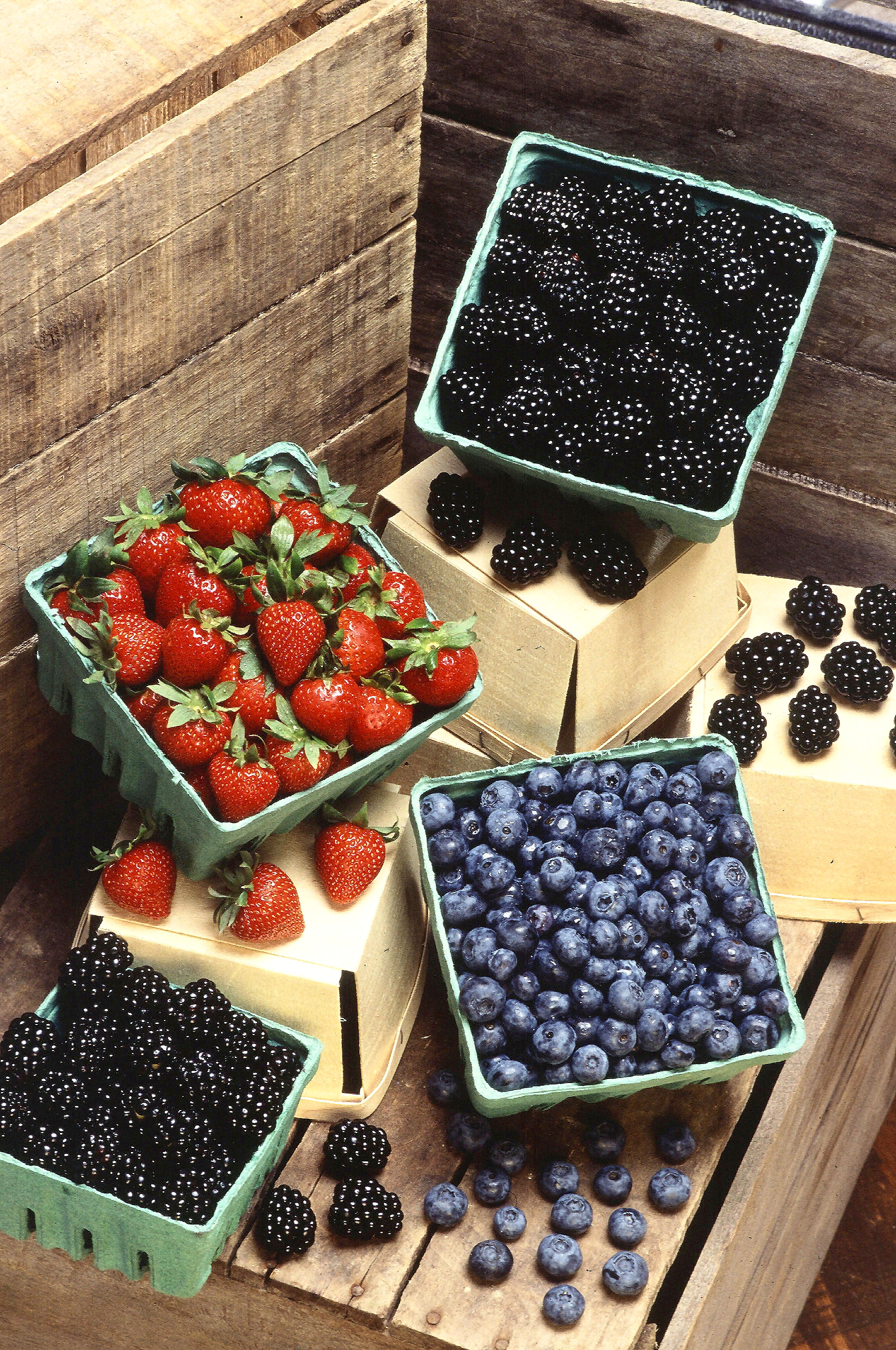
Enligt Helena Nyblom är bär särskilt rika på nyttiga färgämnen som skyddar mot fria radikaler, eftersom färgämnena ofta sitter i skalet på en frukt.

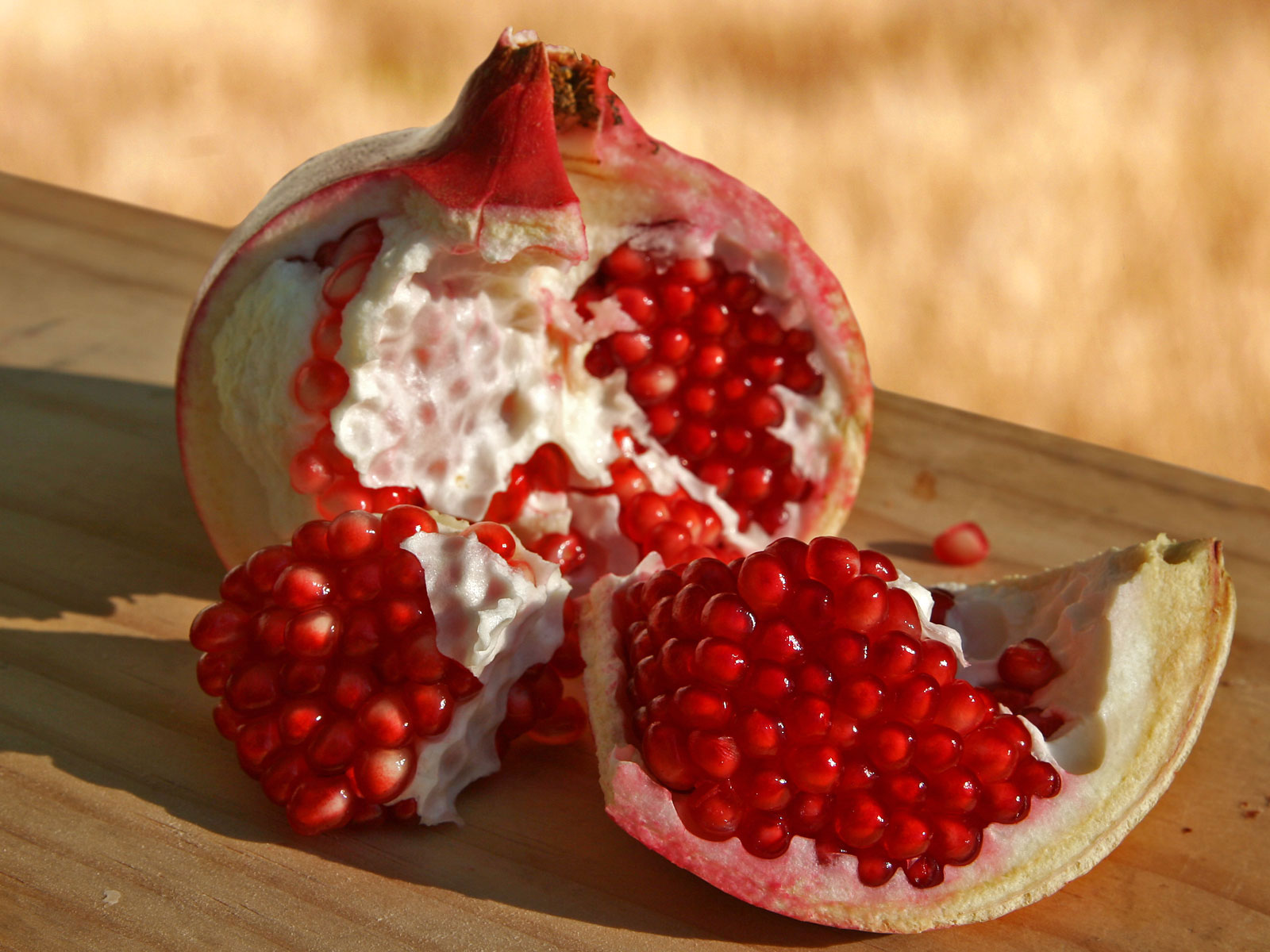
I boken Supermat har granatäpplen ett eget kapitel där det förklaras att de innehåller vissa näringsämnen som helt saknas i andra livsmedel. Granatäpplen skyddar enligt boken mot alzheimer, åderförkalkning och cancer.

Supermat är en bok, skriven av läkaren Helena Nyblom 2007. Boken lyfter fram livsmedel som författaren anser ha speciellt hälsobringande egenskaper. Bland annat finns det en lista över hur bra olika livsmedel anses hjälpa till att skydda kroppen mot fria radikaler. Kraftigt färgade livsmedel som choklad, katrinplommon, russin, blåbär och granatäpple skall vara särskilt nyttiga ur det avseendet, och deras effekter skall förstärkas om man äter livsmedel med olika färg. Nyblom förespråkar en varierad kost med lågt glykemiskt index och rejält med olivolja, avokado, nötter och lax som fettkällor. Bland annat apelsiner, baljväxter, broccoli, havre, linfrö, lök, spenat, tomat, vindruvor, yoghurt och äpplen har egna kapitel i boken där deras hälsobringande egenskaper förklaras och olika recept presenteras med förslag på hur dessa livsmedel kan ätas. Nyblom rekommenderar ett intag av 1-2 matskedar krossat linfrö per dag och säger därmed emot Livsmedelsverket som avråder från konsumtion av krossat linfrö som källa för fettsyror.